# Newtownabbey
Newtownabbey (Baile Úr na Mainistreach) is een plaats in het Noord-Ierse graafschap County Antrim. Het is een stedelijk gebied ten noorden van Belfast, en de grootste voorstad naast Lisburn. De plaats telt inclusief de kleinere plaatsen Carnmoney, Glengormley, Jordanstown, Monkstown, Rathcoole en Whiteabbey ongeveer 62.056 inwoners.
Antrim · Ballycarry · Ballycastle · Ballyclare · Ballymena · Ballymoney · Bushmills · Carrickfergus · Cushendun · Glengormley · Greenisland · Larne · Lisburn · Newtownabbey · Portrush · Randalstown